# Wardomyces humicola
Wardomyces humicola är en svampart som beskrevs av Hennebert & G.L. Barron 1962. Wardomyces humicola ingår i släktet Wardomyces och familjen Microascaceae.   Inga underarter finns listade i Catalogue of Life.